# Jayant Baliga
B. Jayant Baliga, född 28 april 1948 i Chennai, är en indisk elektroingenjör verksam i USA. Han är känd för sitt arbete med halvledarkomponenter och särskilt för att ha uppfunnit och utvecklat IGBT-transistorn.

## Karriär
Baliga föddes i Chennai men växte upp i byn Jalahalli nära Bangalore. Hans far Bantwal Vittal Manjunath Baliga var en av Indiens första elektroingenjörer vid tiden före landets självständighet, och den förste ordföranden för den indiska sektionen av organisationen Institute of Radio Engineers som senare uppgick i IEEE. Baligas far gjorde betydande insatser för Indiens televisions- och elektronikindustri.
Baliga tog examen som elektroingenjör 1969 vid Indian Institute of Technology i Chennai. Därefter tog han master of science-examen 1971 och doktorerade 1974 vid Rensselaer Polytechnic Institute.
Efter 15 år vid General Electrics forsknings- och utvecklingscentrum i Schenectady, där han omkring 1980 uppfann och utvecklade IGBT-transistorn, utnämndes han 1988 till professor vid North Carolina State University. 1997 fick han titeln Distinguished University Professor. Tekniska lösningar som möjliggjorts av IGBT-transistorn beräknas ha sparat konsumenter mer än 24 biljoner dollar och utgör bland annat viktiga systemkomponenter i smarta elnät. Vid sidan av sitt arbete som akademiker har Baliga grundat tre bolag som tillverkar halvledarprodukter.

## Erkännanden
- Baliga är fullvärdig medlem av National Academy of Engineering (sedan 2000) och European Academy of Sciences (sedan 2005) samt IEEE Fellow (sedan 1983).[4][7]
- 1991 mottog Baliga IEEE Newell Award, 1993 IEEE Morris N. Liebmann Memorial Award, 1998 IEEE J J Ebers Award och 1999 IEEE Lamme Medal.[4][8]
- Baliga innehar 120 amerikanska patent.[4]
- I ett specialnummer 1997 till 50-årsminnet av att transistorn uppfanns utnämnde tidskriften Scientific American sex personer till tidiga hjältar under halvledarrevolutionen och omnämnde samtidigt Baliga samt ytterligare en forskare som huvudkandidater till hjältestatus under senare tidsperioder.[9]
- 2011 tilldelade president Barack Obama Baliga utmärkelsen National Medal of Technology and Innovation, USA:s högsta nationella ingenjörspris.[3][10]
- 2014 tilldelades Baliga utmärkelsen IEEE Medal of Honor för uppfinning, tillämpning och kommersiellt utnyttjande av krafthalvledarutrustning med vidsträckt samhällsnytta.[11]
- 2015 tilldelades Baliga Global Energy Prize för att ha uppfunnit, utvecklat och kommersiellt tillämpat IGBT-transistorn och därigenom underlättat distribution och styrning av energi.[5][6][12]
- 2016 installerades Baliga i National Inventors Hall of Fame.[13]
- Baliga bjöds in som Chief Guest vid Indian Institute of Technology Madras' 53:e sammankomst i juli 2016.[6][14]